# Février 2011 en sport
Cette page concerne l'actualité sportive du mois de février 2011

## Faits marquants

### Mardi1erfévrier
- Cyclisme sur route : Le Vénézuélien Jonathan Monsalve (Androni Giocattoli) remporte le Tour de Langkawi (UCI Asia Tour)[30].

### Mercredi2 février
- Baseball : Ouverture de la Série des Caraïbes 2011 à Mayagüez (Porto Rico).

- Football : En éliminant le FC Sochaux en huitièmes de finale de la Coupe de France par 2 à 1, le SO Chambéry Foot devient le premier club de CFA 2 (niveau 5) à sortir trois clubs de l'élite lors d'une même édition[31].

- Saut à ski : Coupe du monde à Klingenthal en Allemagne. Le Polonais Kamil Stoch remporte le concours. Deuxième derrière Stoch, l'Autrichien Thomas Morgenstern renforce sa position de leader au classement général de la Coupe du monde[32].

- Ski acrobatique : Championnats du monde à Deer Valley (États-Unis).
  - Bosses hommes. Le français Guilbaut Colas remporte son premier titre de champion du monde[33].
  - Bosses femmes. La Canadienne Jennifer Heil gagne le titre[34].

### Jeudi3 février
- Ski acrobatique : Championnats du monde à Deer Valley (États-Unis).
  - L'Américain Alex Schlopy s'impose chez les hommes en Slopestyle[35].
  - L'Australienne Anna Segal gagne le titre féminin en Slopestyle[35].

### Vendredi4 février
- Biathlon : Coupe du monde à Presque Isle (Maine) aux États-Unis.
  - L'Allemand Arnd Peiffer s'impose sur le Sprint 10 km hommes[36].
  - La Suédoise Helena Ekholm remporte le Sprint 7,5 km femmes[37].

- Rugby à XV : En match d'ouverture du Tournoi des six nations 2011, l'Angleterre s'impose 26-19 face au pays de Galles à Cardiff[38].

- Ski acrobatique : Championnats du monde à Deer Valley (États-Unis).
  - Le Canadien Christopher Del Bosco remporte le titre en Ski-cross hommes[39].
  - La Canadienne Kelsey Serwa s'impose en Ski-cross femmes[40].
  - Le Canadien Warren Shouldice s'impose en sauts[41].
  - La Chinoise Sheng Shuang enlève le concours féminin de sauts[42].

- Ski alpin : Coupe du monde. L'Autrichienne Marlies Schild gagne le slalom féminin à Arber-Zwiesel (Allemagne). C'est son cinquième succès cette saison[43].

- Ski de fond : Coupe du monde de ski de fond 2010-2011 à Rybinsk (Russie).
  - Le Russe Ilia Tchernooussov s'impose sur le 20 km poursuite hommes[44].
  - La Polonaise Justyna Kowalczyk remporte le 10 km poursuite femmes[45].

### Samedi5 février
- Biathlon : Coupe du monde à Presque Isle (Maine) aux États-Unis. L'Allemagne remporte le Relais mixte[46].

- Cyclisme sur route : L'Italien Elia Viviani (Liquigas-Cannondale) gagne le Grand Prix de la côte étrusque en Italie[47].

- Judo : Première des deux journées du Tournoi de Paris de judo à Bercy (Paris). 
  - La Française Automne Pavia s'impose dans la catégorie des poids légers (-57 kg)[48].
  - La Française Gévrise Emane s'impose pour la troisième fois à Paris dans la catégorie des poids mi-moyens (-63 kg)[49].

- Rugby à XV : Tournoi des six nations.
  - Italie 11-13 Irlande[50]
  - France 34-21 Écosse[51].

- Saut à ski : En Coupe du monde à Oberstdorf (Allemagne). L'Autrichien Martin Koch s'impose dans le concours individuel[52]. À noter la contre-performance de l'Autrichien Thomas Morgenstern, leader de la Coupe du monde, qui termine seizième à Oberstdorf.

- Ski acrobatique : Championnats du monde à Deer Valley (États-Unis).
  - Le Canadien Michael Riddle s'impose en Half-pipe masculin[53].
  - La Canadienne Rosalind Groenewoud remporte le concours féminin de Half-pipe[53].
  - Le Canadien Alexandre Bilodeau gagne en Bosses en parallèles hommes[54].
  - La Canadienne Jennifer Heil s'impose en Bosses en parallèles femmes[54].

- Ski alpin : Coupe du monde.
  - L'Autrichien Hannes Reichelt gagne le Super-G masculin à Hinterstoder (Autriche)[55].
  - Le Géant féminin d'Arber-Zwiesel (Allemagne) est reporté au lendemain en raison du vent[56].

- Ski de fond : Coupe du monde de ski de fond 2010-2011 à Rybinsk (Russie).
  - Le Russe Alekseï Petoukhov s'impose en Sprint style libre masculin[57].
  - La Slovène Vesna Fabjan remporte le sprint style libre féminin[58].

- Tennis : Ouverture de la Fed Cup 2011.

### Dimanche6 février
- Athlétisme : l'Américain Ashton Eaton améliore son propre record du monde de l'heptathlon en réalisant 6 568 points lors du meeting de Tallin[59].

- Biathlon : Coupe du monde à Presque Isle (Maine) aux États-Unis. 
  - Poursuite 12,5 km hommes : Le français Alexis Bœuf remporte sa première victoire en coupe du monde[60].
  - La Norvégienne Tora Berger si'impose sur la poursuite 10 km féminine[61].

- Cyclisme sur route : Le Français Anthony Ravard (AG2R La Mondiale) remporte l'Étoile de Bessèges (UCI Europe Tour)[62].

- Football américain : Super Bowl XLV au Cowboys Stadium d'Arlington (Texas), Steelers de Pittsburgh 25-31 Packers de Green Bay[63]. 111 millions de téléspectateurs ont assisté au match aux États-Unis ; c'est le record du genre[64].

- Golf : Tour européen PGA. Le Suédois Thomas Bjørn s'impose au Qatar Masters à Doha[65].

- Judo : Deuxième et dernière journée du Tournoi de Paris de judo à Bercy (Paris). 
  - Le Français Teddy Riner remporte son quatrième Tournoi de Paris consécutif dans la catégorie des poids lourds (+100 kg)[66].
  - Dans la catégorie des poids moyens (-70 kg), la Française Lucie Décosse remporte son septième Tournoi de Paris[67].
  - La Française Audrey Tcheumeo s'impose dans la catégorie des poids mi-lourds (-78 kg)[68].

- Saut à ski : Coupe du monde à Oberstdorf (Allemagne). L'Autriche remporte le Concours par équipes de vol à ski[69].

- Ski alpin : Coupe du monde.
  - L'Autrichien Philipp Schörghofer remporte son premier succès en Coupe du monde en enlevant le Géant masculin d'Hinterstoder (Autriche)[70].
  - L'Allemande Viktoria Rebensburg s'impose dans le Géant féminin d'Arber-Zwiesel (Allemagne)[71].

- Ski de fond : Coupe du monde de ski de fond 2010-2011 à Rybinsk (Russie).
  - La Russie s'impose dans le relais 4 × 10 km masculin[72].
  - L'Italie remporte le relais 4 × 5 km féminin[73].

- Sport automobile : Le pilote de Renault F1 Team, le polonais Robert Kubica est victime d'une sortie de route lors du rallye italien Ronde di Andora, près de Gênes. Transporté par hélicoptère à l'hôpital Santa Corona de Pietra Ligure, les multiples fractures diagnostiquées à son bras, sa jambe et sa main droite, lui feront probablement manquer le début du Championnat du monde de Formule 1 2011, le 13 mars à Bahreïn[74].

- Tennis : 
  - ATP. Le Sud-Africain Kevin Anderson remporte le Tournoi de Johannesburg[75].
  - ATP. Le Croate Ivan Dodig s'impose au Tournoi de Zagreb[76].
  - ATP. Finale de l'Open du Chili.
  - L'Italie, la Russie, la République tchèque et la Belgique accèdent aux demi-finales de la Fed Cup[77].

- Universiade : clôture de l'Universiade d'hiver 2011 à Erzurum en Turquie. La Russie termine première du tableau des médailles.

### Lundi7 février
- Baseball : Les Mexicains des Yaquis de Obregón remportent la Série des Caraïbes 2011[78].

- Golf : PGA Tour. L'Américain Mark Wilson remporte en barrage le Waste Management Phoenix Open à Scottsdale (Arizona) aux États-Unis[79].

### Mardi8 février
- Ski alpin : Championnats du monde à Garmisch-Partenkirchen (Allemagne). L'Autrichienne Elisabeth Görgl remporte le Super G féminin[80].

### Mercredi9 février
- Ski alpin : Championnats du monde à Garmisch-Partenkirchen (Allemagne). L'Italien Christof Innerhofer s'impose sur le Super G masculin[81].

- Snowboard : Coupe du monde à Yongpyong en Corée du Sud.
  - L'Autrichien Benjamin Karl remporte le slalom géant parallèle masculin[82].
  - L'Autrichienne Marion Kreiner enlève le slalom géant parallèle féminin[83].

### Jeudi10 février
- Biathlon : Coupe du monde à Fort Kent (Maine) aux États-Unis. Le Norvégien Emil Hegle Svendsen remporte le sprint 10 km masculin[84].

### Vendredi11 février
- Biathlon : Coupe du monde à Fort Kent (Maine) aux États-Unis. L'Allemande Andrea Henkel enlève le Sprint 7,5 km féminin[85].

- Cyclisme sur route : l'Australien Mark Renshaw remporte le Tour du Qatar[86].

- Saut à ski : avec un saut à 246,5 mètres, le Norvégien Johan Remen Evensen établit la meilleure performance de tous les temps en vol à ski. La Fédération internationale de ski ne reconnaît en effet pas les records du monde en saut à ski[87].

- Ski acrobatique : Coupe du monde à Blue Mountain (Ontario) au Canada.
  - Le Canadien Christopher Del Bosco s'impose en Ski cross masculin[88].
  - L'Allemande Anna Wörner s'impose en Ski cross féminin.

- Ski alpin : Championnats du monde à Garmisch-Partenkirchen (Allemagne). L'Autrichienne Anna Fenninger enlève le titre en super combiné féminin[89].

### Samedi12 février
- Basket-ball : 
  - Le SKS Starogard Gdański remporte la Coupe de Pologne[90].
  - Le KK Partizan Belgrade remporte la Coupe de Serbie[91].

- Biathlon : Coupe du monde à Fort Kent (Maine) aux États-Unis. 
  - Le Norvégien Emil Hegle Svendsen remporte la poursuite 12,5 km hommes[92].
  - L'Allemande Andrea Henkel enlève la poursuite 10 km femmes[93].

- Rugby à XV : Tournoi des six nations.
  - Angleterre 59-13 Italie[94].
  - Écosse 6-24 Pays de Galles[95].

- Saut à ski : Coupe du monde à Vikersundbakken (Norvège). L'Autrichien Gregor Schlierenzauer et le Norvégien Johan Remen Evensen terminent à égalité le premier concours de Vikersundbakken[96].

- Ski acrobatique : Coupe du monde à Blue Mountain (Ontario) au Canada.
  - Le Biélorusse Anton Kushnir remporte le concours masculin de sauts[97].
  - L'Américaine Emily Cook enlève le concours féminin de sauts[98].

- Ski alpin : Championnats du monde à Garmisch-Partenkirchen (Allemagne). Le Canadien Erik Guay remporte la descente masculine[99].

- Sport automobile : NASCAR. Ouverture de la Sprint Cup Series 2011. Budweiser Shootout au Daytona International Speedway.

### Dimanche13 février
- Baseball : Perth Heat remporte la première édition de la Ligue australienne[100].

- Basket-ball : 
  - Mens Sana Basket gagne sa troisième Coupe d'Italie d'affilée[101].
  - Le FC Barcelone remporte la Coupe d'Espagne[102].
  - Fenerbahçe Ülkerspor remporte la Coupe de Turquie[103].
  - Le BCM Gravelines remporte la Semaine des As française[104].

- Biathlon : Coupe du monde à Fort Kent (Maine) aux États-Unis. 
  - Le Français Martin Fourcade s'impose sur l'épreuve de départ en ligne hommes (15 km)[105].
  - L'Allemande Magdalena Neuner remporte l'épreuve de Départ en ligne femmes (12,5 km)[106].

- Cyclisme sur route : Le Français David Moncoutié (Cofidis) s'impose sur le Tour méditerranéen[107].

- Golf : 
  - PGA Tour. AT&T Pro-Am à Pebble Beach (Californie) aux États-Unis.
  - Tour européen PGA. L'Espagnol Álvaro Quirós remporte l'Omega Dubai Desert Classic à Dubaï aux Émirats arabes unis[108].

- Rugby à XV : Tournoi des six nations. Irlande 22-25 France[109].

- Saut à ski : Coupe du monde à Vikersundbakken (Norvège). L'Autrichien Gregor Schlierenzauer enlève le deuxième concours de Vikersundbakken. Son compatriote Thomas Morgenstern remporte pour la deuxième fois dans sa carrière le globe de cristal récompensant le vainqueur de la Coupe du monde[110].

- Ski alpin : Championnats du monde à Garmisch-Partenkirchen (Allemagne). L'Autrichienne Elisabeth Görgl enlève la descente féminine[111].

- Snowboard : Coupe du monde à Yabuli (Chine).
  - L'Australien Nathan Johnstone s'impose en Half-pipe hommes[112].
  - La Chinoise Liu Jiayu s'impose en Half-pipe femmes[112].

- Sport automobile : Championnat du monde des rallyes. Le Finlandais Mikko Hirvonen remporte le Rallye de Suède[113].

- Tennis : 
  - ATP. Le Suédois Robin Söderling remporte le Tournoi de Rotterdam[114].
  - ATP. L'Espagnol Nicolás Almagro remporte l'Open du Brésil[115].
  - ATP. Le Canadien Milos Raonic gagne l'Open de San José[116].
  - WTA. La Tchèque Petra Kvitová remporte l'Open Gaz de France. Battue en finale, la Belge Kim Clijsters retrouve la place de numero une mondiale[117].
  - WTA. La Slovaque Daniela Hantuchová gagne l'Open de Pattaya[118].

### Lundi14 février
- Ski alpin : Championnats du monde à Garmisch-Partenkirchen (Allemagne). Le Norvégien Aksel Lund Svindal remporte le Super combiné[119].

- Football : Le footballeur brésilien Ronaldo annonce son départ à la retraite après 18 ans de carrière[120].

### Mardi15 février
- Cyclisme sur route
  - Alberto Contador officiellement blanchi par la RFEC de son contrôle positif au clembuterol. Ce qui provoque l'hire de l'UCI et l'AFLD[121].
- Football : Ligue des champions, huitièmes de finale aller.
  - Valence CF (ESP) 1-1 Schalke 04 (ALL)[122].
  - Milan AC (ITA) 0-1 Tottenham (ANG) [123].

### Mercredi16 février
- Football : Ligue des champions, huitièmes de finale aller.
  - Arsenal (ANG) 2-1 FC Barcelone (ESP)[124].
  - AS Rome (ITA) 2-3 FC Chakhtar Donetsk (UKR)[124].

- Ski alpin : Championnats du monde à Garmisch-Partenkirchen (Allemagne). L'équipe de France remporte la Coupe des Nations[125].

### Jeudi17 février
- Ski alpin : Championnats du monde à Garmisch-Partenkirchen (Allemagne). La Slovène Tina Maze remporte le slalom géant[126].

- Snowboard : Coupe du monde à Stoneham (Canada).
  - L'Américain Nick Baumgartner s'impose en snowboardcross masculin.
  - L'Américaine Lindsey Jacobellis s'impose en snowboardcross féminin[127].

### Vendredi18 février
- Athlétisme : la Kényane Mary Keitany établit un nouveau record du monde du semi-marathon à Ras el Khaïmah (Émirats arabes unis) en 1 h 05 min 50 s[128].

- Cyclisme sur piste : Coupe du monde à Manchester (Grande-Bretagne). Le Français Kévin Sireau s'impose en vitesse individuelle masculine et remporte la Coupe du monde[129].

- Ski alpin : Championnats du monde à Garmisch-Partenkirchen (Allemagne). L'Américain Ted Ligety remporte le Géant masculin[130].

- Snowboard : Coupe du monde à Stoneham (Canada).
  - Le Japonais Ryoh Aono s'impose en Half-pipe masculin[131].
  - La Chinoise Cai Xuetong remporte le concours de Half-pipe féminin[132].

### Samedi19 février
- Athlétisme : le Britannique Mo Farah établit un nouveau record d'Europe en salle du 5 000 m en 13 min 10 s 60 à l'occasion du meeting Aviva Indoor Grand Prix de Birmingham[133].

- Cricket : Ouverture de la Coupe du monde qui se tient jusqu'au 2 avril en Inde, au Sri Lanka et au Bangladesh.

- Cyclisme sur route : L'Italien Daniele Pietropolli (Lampre-ISD) gagne le Trofeo Laigueglia en Italie (UCI Europe Tour)[134].

- Patinage de vitesse sur piste courte : Coupe du monde à Dresde (Allemagne).
  - Le Français Maxime Chataignier remporte le classement général de la Coupe du monde en 1500 m[135].
  - Assuré d'être sacré sur 1000 m, le Français Thibaut Fauconnet remporte la finale du 500 m[136].

- Ski acrobatique : Coupe du monde à Minsk (Biélorussie).
  - Le Biélorusse Anton Kushnir remporte le concours masculin de sauts[137].
  - La Chinoise Cheng Shuang remporte le concours féminin de sauts[137].

- Ski alpin : Championnats du monde à Garmisch-Partenkirchen (Allemagne). L'Autrichienne Marlies Schild remporte le Slalom spécial féminin[138].

- Ski de fond : Coupe du monde à Drammen (Norvège).
  - Le Suédois Daniel Richardsson s'impose sur le 15 km classique masculin[139].
  - La Norvégienne Marit Bjørgen remporte le 10 km classique féminin[140].

- Snowboard : Coupe du monde à Stoneham (Canada). Le Canadien Sebastien Toutant s'impose en Big air[141].

- Tennis : WTA. La Slovaque Magdaléna Rybáriková remporte le Tournoi féminin de Memphis[142].

### Dimanche20 février
- Athlétisme : lors des championnats de France d'athlétisme 2011 à Aubière, le triple sauteur Teddy Tamgho s'adjuge le titre et un nouveau record du monde avec 17,91 m.

- Badminton : Championnats d'Europe de badminton par équipe mixte. Pour la 9e fois consécutive, le Danemark remporte le titre[143].

- Basket-ball : NBA All-Star Game 2011 au Staples Center de Los Angeles (Californie) aux États-Unis. L'équipe de l'Ouest domine celle de l'Est, 148-143.

- Cyclisme sur route : L'Allemand Tony Martin (HTC-Highroad) remporte le Tour de l'Algarve au Portugal.

- Golf : 
  - Tour européen PGA. L'Indien Shiv Chowrasia gagne l'Avantha Masters à New Delhi (Inde).
  - PGA Tour. L'Australien Aaron Baddeley remporte le Northern Trust Open à Pacific Palisades (Californie) aux États-Unis.
  - LPGA Tour. La Taïwanaise Yani Tseng s'impose au Honda LPGA Thailand à Chonburi (Thaïlande).

- Hockey sur glace : Classique Héritage de la LNH 2011 à Calgary (Alberta) au Canada.

- Patinage artistique : La Japonaise Miki Ando s'impose chez les féminines aux Championnats des quatre continents de patinage artistique.

- Ski alpin : Championnats du monde à Garmisch-Partenkirchen (Allemagne). Le Français Jean-Baptiste Grange s'impose en Slalom masculin.

- Ski de fond : Coupe du monde à Drammen (Norvège).
  - Le Suédois Emil Jönsson gagne en Sprint masculin.
  - L'Américaine Kikkan Randall s'impose en Sprint féminin.

- Snooker : L'Écossais John Higgins remporte l'Open du pays de Galles. C'est son troisième succès dans l'épreuve après ses victoires en 2000 et 2010.

- Snowboard : Coupe du monde à Stoneham (Canada).
  - L'Autrichien Benjamin Karl s'impose dans le Géant parallèle masculin.
  - La Russe Iekaterina Toudeguecheva gagne le Géant parallèle féminin.

- Sport automobile : NASCAR, Sprint Cup Series. L'Américain Trevor Bayne (Ford)  enlève le Daytona 500 au Daytona International Speedway.

- Tennis : 
  - ATP. Le Suédois Robin Söderling remporte l'Open 13 à Marseille (France).
  - ATP. L'Espagnol Nicolás Almagro gagne le Tournoi de Buenos Aires à Buenos Aires (Argentine).
  - ATP. L'Américain Andy Roddick s'impose au Tournoi de Memphis à Memphis (Tennessee) aux États-Unis.
  - WTA. La Danoise Caroline Wozniacki enlève l'Open de Dubaï.
  - WTA. L'Espagnole Lourdes Domínguez Lino remporte le Tournoi de Bogota à Bogota (Colombie).

### Mardi22 février
- Football : Ligue des champions, huitièmes de finale aller.
  - Copenhague (DAN) 0-2 Chelsea (ANG)
  - Lyon (FRA) 1-1 Real Madrid (ESP)

### Mercredi23 février
- Football : Ligue des champions, huitièmes de finale aller.
  - Marseille (FRA) 0-0 Manchester Utd (ANG)
  - Inter Milan (ITA) 0-1 Bayern Munich (ALL)

### Vendredi25 février
- Football : Championnat d'Afrique des nations de football 2011 :
  - Finale : Tunisie 3 - 0 Angola[144].
  - 3e place : Algérie 0 - 1 Soudan[145].

### Samedi26 février
- Athlétisme : la Russe Vera Sokolova établit un nouveau record du monde du 20 km marche en 1 h 25 min 08 à l'occasion des Championnats de Russie de Sotchi[146].

- Pentathlon moderne - Coupe du monde à Palm Springs (USA) : La Française Amélie Cazé remporte la première manche de coupe du monde de la saison[147].

### Dimanche27 février
- Football : Le Birmingham City Football Club remporte la Coupe de la Ligue anglaise de football en battant l'Arsenal Football Club en finale sur le score de 2 buts à 1[148].

- Hockey sur glace : Les Finlandaises de l'Ilves Tampere remportent la Coupe d'Europe féminine des clubs champions à Lugano en Suisse[149].